# Aradus niger
Aradus niger är en insektsart som beskrevs av Carl Stål 1873. Aradus niger ingår i släktet Aradus och familjen barkskinnbaggar. Inga underarter finns listade i Catalogue of Life.